# Himalochrysa
Himalochrysa är ett släkte av insekter. Himalochrysa ingår i familjen guldögonsländor.
Kladogram enligt Catalogue of Life:
| Himalochrysa | \| \| Himalochrysa bhandarensis \| \| \| \| \| \| Himalochrysa chinica \| \| \| \| \| \| Himalochrysa modesta \| \| \| \| |
|              | \| \| Himalochrysa bhandarensis \| \| \| \| \| \| Himalochrysa chinica \| \| \| \| \| \| Himalochrysa modesta \| \| \| \| |
|              | Himalochrysa bhandarensis                                                                                                 |
|              | |
|              | Himalochrysa chinica |
|              | |
|              | Himalochrysa modesta |
|              | |